# Pontécoulant
Pontécoulant (pɔ̃.t‿e.ku.lɑ̃ⓘ) es una población y comuna francesa, situada en la región de Baja Normandía, departamento de Calvados, en el distrito de Vire y cantón de Condé-sur-Noireau.

## Demografía
| 108 | 125 | 109 | 106 | 105 | 108 |
| Para los censos de 1962 a 1999 la población legal corresponde a la población sin duplicidades (Fuente: INSEE [Consultar]) |     |     |     |     |     |